# 表意文字
表意文字（ひょういもじ、英: ideogram）は、広義では、事物の概念を表わす文字。「意字」とも。「表音文字」と対比される用語。

## 概説
表意文字とは、「意味」を形（絵）に置き換えて表した文字(象形文字、指事文字など)の集まり。文字の一つ一つに意味があるため、ある文字を一つ見るだけで伝えたいことが理解できる。
アラビア数字、その他の数学記号は、代表的な表意文字である。「&」は本来はラテン語の「et」の事であるが、英語の
「and」、ドイツ語の「und」など、違う言語の同じ意味の言葉を表す文字となっており、現代では表意文字といえる。
表意文字は、ひとつひとつの文字が意味を表すが、必ずしも言語の発音を表してはいない。そのため表意文字で書かれた文章を、異なる言語を用いる者が、それぞれの言語で読む事もできる。前述の数字や数学記号はその典型であって、「1+1=2」は、日本語で「一足す一は二」、英語で「One plus one equals two」と読める。
対義語として、表音文字がある。一つの文字で音素または音節を表す文字体系の事である。表音文字は表意文字から発展し、文字の意味を無視して発音のみを利用したのが、その発祥であったとされる。
漢字も、日本語の書記に使用される場合においては表意文字と呼ばれる。しかし漢字は中国語の書記においては、文字のひとつひとつが意味のみを表すのではなく、言語の語や形態素を表し、その結果、語や形態素の発音も表していることから、表意文字と呼ぶのは必ずしも適切ではない。文字体系の分類では、漢字は中国語の書記において使用されるときには表語文字と呼ばれる。
表意文字のうち、言語との結びつきがないが意味を表す図像を特に絵文字 (英: pictogram) と呼ぶこともあり、顔文字もこの一種である。
また古代アメリカのマヤ文字（紋章文字）も表意文字とされ、漢字と仮名文字から成る日本語と同様、表意と表音の組み合わせ（異なる文字体系）から成立する。